# Señorío de Almenar
El Señorío de Almenar fue un título nobiliario español otorgado en 1430 por el rey Juan II de Castilla a Hernán Bravo de Lagunas. 

## Historia
En 1430 Juan II de Castilla concede el Señorío de Almenar a Hernán Bravo de Lagunas, casado con Catalina Rodríguez de San Clemente. Tras su muerte, en 1443 le sucede su hijo Hernán Bravo, y posteriormente Juana Bravo, casada con Jorge de Beteta y que muere sin herederos en 1481. Así la propiedad pasa a su tía Beatriz Bravo de Lagunas, casada con el Regidor de Soria don Juan de Saravia. Carlos II el 18 de julio de 1684 otorgaría a Francisco Bravo de Saravia, el Marquesado de la Pica. Posteriormente entroncarían con la familia de los Ríos.

## Señores de Almenar
- Hernán Bravo de Lagunas, I Señor de Almenar.
- Hernán Bravo, II Señor de Almenar.
- Juana Bravo, III Señora de Almenar, casada con Jorge de Beteta.
- Beatriz Bravo de Lagunas, IV Señora de Almenar, casada con Juan de Saravia y tía de Juana Bravo.
- Francisco Bravo de Saravia y Ovalle